# Illoula Oumalou
Illoula Oumalou là một đô thị thuộc tỉnh Tizi Ouzou, Algérie. Dân số thời điểm năm 2002 là 13.812 người.